# Качинский, Никодим Антонович
Никоди́м Анто́нович Качи́нский (12 ноября 1894, Ставрополь — 17 апреля 1976, Москва) — советский учёный-почвовед, доктор геолого-минералогических наук (1935), профессор (1930).

## Биография
Сын ссыльного польского повстанца и русской крестьянки. Окончил Ставропольский учительский институт (1917) и Петровскую сельскохозяйственную академию (1922). Ученик профессора С. А. Захарова.
С 1923 года работал в МГУ на кафедре почвоведения, в 1930 году возглавил сектор физики почв в НИИ почвоведения МГУ.
Доктор геолого-минералогических наук (1935).
Профессор кафедры почвоведения почвенно-географического факультета (1933—1938). Профессор кафедры почвоведения (1938—1943), заведующий кафедрой мелиорации почв/физики и мелиорации почв (1943—1949) геолого-почвенного факультета.
Летом 1941 года на основе геолого-почвенного факультета под руководством профессора Качинского была создана комплексная бригада по научной разработке вопросов для строительства аэродромов и аварийных водоёмов. В бригаду вошли видные специалисты — почвоведы, ботаники и климатологи из МГУ и учреждений Академии наук. До октября 1941 года комплексная бригада работала в Москве. Качинский и профессор факультета почвоведения А. Ф. Вадюнина предложили несколько конструкций наливных водоёмов и нефтеёмов. Бригадой в основном была решена проблема закрепления лётного поля для дерново-подзолистых почв. Работы бригады под руководством профессоров Качинского и В. В. Геммерлинга были продолжены в эвакуации. В Туркмении бригада провела всестороннее изучение различных почв в целях постройки аэродромов и осуществила опытное строительство для проверки разработанных методов закрепления почвы и предлагаемых способов борьбы с пылью на лётных полях. В Туркмении в опытном строительстве были также испытаны различные методы создания противофильтрационной одежды на водоёмах. Качинский и А. Ф. Вадюнина консультировали строительство крупного водоёма производственного и оборонного значения. После переезда университета в Свердловск направление деятельности бригады изменилось. Здесь бригадой Качинского было осуществлено почвенно-мелиоративное обследование промышленных районов Зауралья и Предуралья на предмет выделения земель, пригодных для сельскохозяйственного освоения, и, в частности, для расширения площадей под овощные культуры для снабжения населения.
Заведующий кафедрой физики и мелиорации почв биологического/биолого-почвенного факультета (1953—1973).
Заведующий кафедрой физики и мелиорации почв факультета почвоведения (1973—1976).

## Научная деятельность
Область научных интересов: динамика почвенных процессов. Читал курсы «Физика почвы», «Мелиорация почв».
Сконструировал 14 приборов и предложил ряд методов для изучения физических и физико-механических свойств почвы.
Автор 250 работ, в том числе 20 монографий, 2 учебников по физике почв, научно-популярной книги «Почва, её свойства и жизнь».

### Основные труды
- «Материалы к выяснению вопроса о структуре почвы» (1933),
- «Методы механического и микроагрегатного анализа почвы» (1943),
- «Происхождение и жизнь почвы» (1945),
- «Опыт агрофизической характеристики почв на примере Центрального Урала» (соавт., 1950),
- «Почва, её свойства и жизнь» (1951, 1956, 1975),
- «Механический и микроагрегатный состав почвы, методы его изучения» (1958),
- «Структура почвы. Итоги и перспективы изучения вопроса» (1963),
- учебник «Физика почвы» (Ч. 1 — 1965, Ч. 2 — 1970);
- «Агрономия и почвоведение в Московском университете за 200 лет. 1755—1955. Краткая история» (1957),
- «Агрономия и почвоведение в Московском университете за 200 лет. 1770—1970» (1970).

## Награды и признание
- Золотая медаль имени В. В. Докучаева (1969) — «За совокупность работ в области теории физики почв и методов исследования физических свойств и режимов почв».
- заслуженный деятель науки и техники РСФСР (1971).[1]
- орден Ленина
- орден Трудового Красного Знамени
- медаль «За доблестный труд в Великой Отечественной войне 1941—1945 гг.»
- медаль «За оборону Москвы»
- Золотая медаль ВДНХ[1]